# Championnats du monde de judo toutes catégories 2017
Navigation
Édition précédente
La troisième édition des championnats du monde de judo toutes catégories se déroule les 11 et 12 novembre 2017 à Marrakech au Maroc.

## Résultats
| Hommes | Femmes |
| 1 • Teddy Riner 2 • Toma Nikiforov 3 • Alex García Mendoza 3 • Takeshi Ojitani 5 • Andy Granda 5 • Kokoro Kageura 7 • Temuulen Battulga 7 • Alexander Mikhaylin | 1 • Sarah Asahina 2 • Larisa Cerić 3 • Nihel Cheikhrouhou 3 • Idalys Ortíz 5 • Tessie Savelkouls 5 • Romane Dicko 7 • Anne-Fatoumata M'Bairo 7 • Anette Aguilar |
| Résultat détaillé : Tableau masculin | Résultat détaillé : Tableau féminin |

## Tableau des médailles
| Rang  | Nation             | Or | Argent | Bronze | Total |
| ----- | ------------------ | -- | ------ | ------ | ----- |
| 1     | Japon              | 1  | 0      | 1      | 2     |
| 2     | France             | 1  | 0      | 0      | 1     |
| 3     | Belgique           | 0  | 1      | 0      | 1     |
| 3     | Bosnie-Herzégovine | 0  | 1      | 0      | 1     |
| 5     | Cuba               | 0  | 0      | 2      | 2     |
| 6     | Tunisie            | 0  | 0      | 1      | 1     |
| Total | Total              | 2  | 2      | 4      | 8     |